# Noaptea de cristal

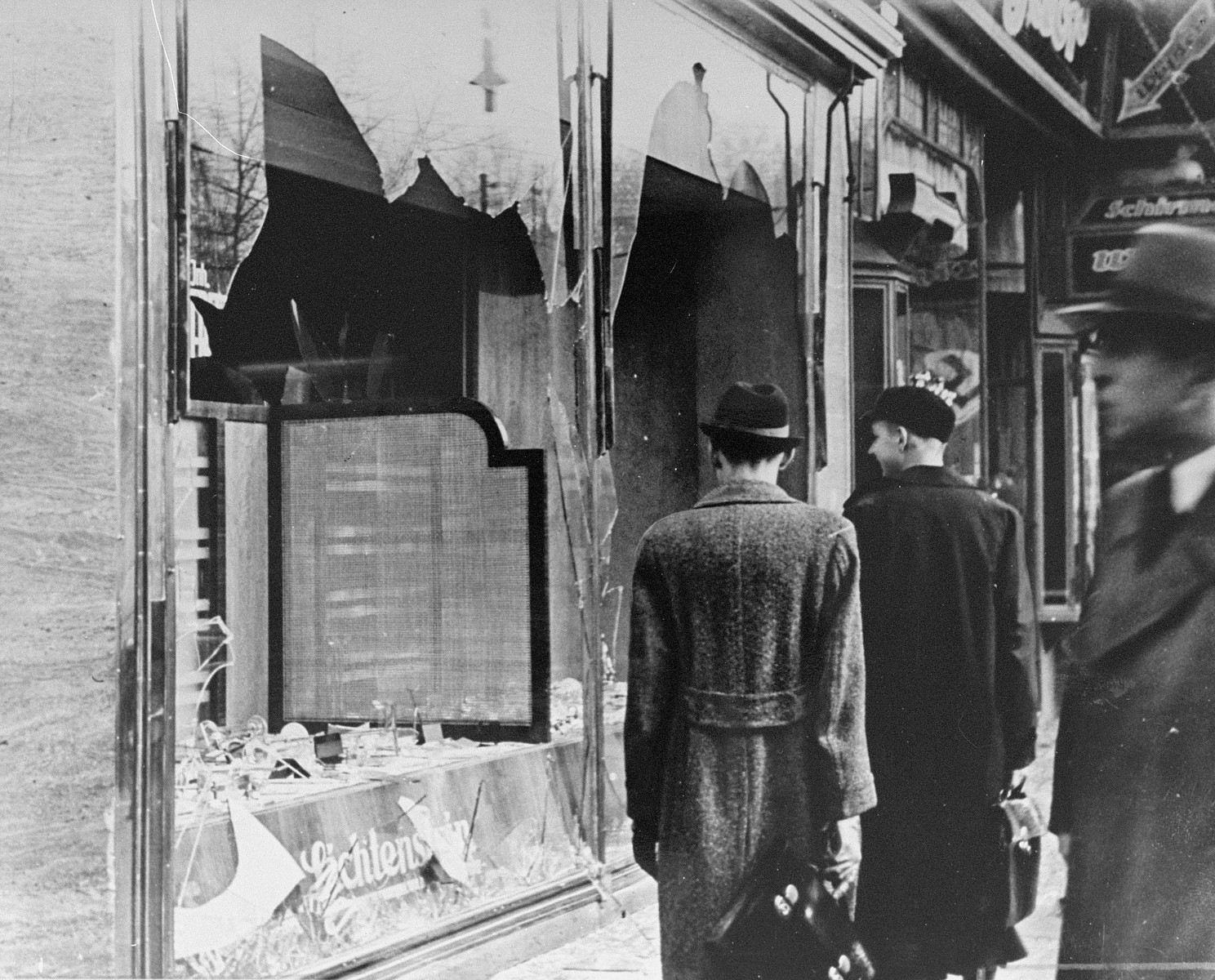
În dimineața următoare...

Noaptea de cristal sau Noaptea sticlei sparte (în germană Kristallnacht, Reichskristallnacht, Reichspogromnacht și Novemberpogromnacht) desemnează pogromul împotriva evreilor din Germania Nazistă, inclusiv Austria (prin Anschluss, Austria era anexată de Germania Nazistă), de la 9-10 noiembrie 1938.
Denumirea Reichskristallnacht s-a răspândit mult, chiar și în afara Germaniei și Austriei. Totuși, sensul originar al acestei denumiri, conotațiile ei din prezent - care diferă foarte mult de cele inițiale - precum și numeroasele alte denumiri ale acelor evenimente fac ca în ultima vreme în Germania să se prefere oficial o altă denumire, și anume „Novemberpogromnacht” (Noaptea pogromului din noiembrie).

## Evenimentele
Între 9 și 13 noiembrie 1938 în numeroase orașe și sate germane și austriece au fost devastate casele evreilor și circa 8.000 de magazine evreiești. Atât civili, cât și trupele SA (Sturmabteilung) și SS (Schutzstaffel) au distrus clădiri cu barosul, lăsând străzile acoperite cu cioburi de sticlă de la geamurile sparte — originea numelui „Noaptea sticlei sparte”. În această perioadă în Germania și Austria au fost omorâți în bătaie circa 400 de evrei; aproximativ 30.000 de evrei au fost duși în lagăre de concentrare, iar 1.668 de sinagogi, deci aproape toate sinagogile au fost devastate, 267 din ele fiind chiar incendiate.
Toate aceste crime au fost înfăptuite la comanda statului nazist de la acea vreme, în cadrul politicii sale naționaliste, rasiste și antisemite.